# Calodia rama
Calodia rama är en insektsart som beskrevs av George Willis Kirkaldy 1910. Calodia rama ingår i släktet Calodia och familjen dvärgstritar. Inga underarter finns listade i Catalogue of Life.